# Plaza del Grafitero Kiz
La plaza del Grafitero Kiz se encuentra en la ciudad española de Alicante, en el barrio de San Agustín, en la Gran Vía y frente al mercadillo de Teulada.
Está dedicada a Enrique Pérez Torregrosa, conocido como "Kiz", hijo del dibujante gráfico Enrique Pérez Penedo, y considerado como uno de los máximos representantes del arte urbano en Alicante.

## Historia
El grafitero Kiz falleció el 23 de mayo de 2014 a los 36 años de edad. En agosto del mismo año sus amigos le homenajearon pintando 150 metros de muro en su honor en el cauce del barranco de San Agustín, en la Gran Vía.
En 2017 el consistorio alicantino aprobó dedicar al artista la zona, convirtiéndose Alicante, después de Madrid, en la segunda ciudad española que dedica un vial a un grafitero. La plaza fue inaugurada oficialmente con la nueva denominación el 3 de febrero de 2022.